# Аху Нау Нау
Аху Нау Нау је аху који се налази на северној страни Ускршњег острва на плажи Анакена. Има 7 моаи, од којих су 4 у добром стању са црвеним пукауом на глави. Друга два моаи тешко су оштећени, а на 1 фали више од половине. Очи ових моаи првобитно су биле начињене од белога корала. То је откривено када су археолози открили остатке једног ока Моаи статуе од белог морског корала. Остаци очију се данас чувају у музеју.